# منغار بي (مقاطعة فريدونكنار)
منغار بي (بالفارسية: منقارپی) هي مستوطنة تقع في مازندران في إيران. يقدر عدد سكانها بـ 453 نسمة .